# 伊号第六十七潜水艦
| 画像をアップロード | |
| 艦歴               | |
| 計画               | 昭和2年度艦艇補充計画                                                                                 |
| 起工               | 1929年10月14日                                                                                        |
| 進水               | 1931年4月7日                                                                                          |
| 就役               | 1932年8月8日                                                                                          |
| その後             | 1940年8月29日沈没                                                                                     |
| 除籍               | 1940年11月1日                                                                                         |
| 性能諸元           | |
| 排水量             | 基準：1,575トン 常備：1,705トン 水中：2,330トン                                                       |
| 全長               | 97.70m                                                                                                |
| 全幅               | 8.20m                                                                                                 |
| 吃水               | 4.70m                                                                                                 |
| 機関               | ズ式3号ディーゼル2基2軸 水上：6,000馬力 水中：1,800馬力                                               |
| 速力               | 水上：20.5kt 水中：8.2kt                                                                              |
| 航続距離           | 水上：10ktで10,000海里 水中：3ktで60海里                                                              |
| 燃料               | 重油：230t                                                                                            |
| 乗員               | 62名                                                                                                  |
| 兵装               | 50口径八八式10cm単装高角砲1門 毘式12mm機銃1挺 53cm魚雷発射管 艦首4門、艦尾2門 魚雷14本 MV式水中聴音機 |
| 備考               | 安全潜航深度：75m                                                                                     |

伊号第六十七潜水艦（いごうだいろくじゅうななせんすいかん）は、日本海軍の潜水艦。伊百六十五型潜水艦（海大V型）の3番艦。

## 艦歴
- 1929年（昭和4年）10月14日 - 三菱神戸造船所で起工。
- 1931年（昭和6年）4月7日 - 進水
- 1932年（昭和7年）8月8日 - 竣工。呉鎮守府籍。
  - 11月10日 - 伊66の竣工により、同艦と第30潜水隊を編成[1][2]。
- 1937年（昭和12年）12月1日 - 予備艦となる[2]。
- 1938年（昭和13年）6月1日 - 艦型名を伊六十五型に改正[3]。
- 1940年（昭和15年）8月29日 - 南鳥島南方沖で訓練中に原因不明の事故により沈没[1]。
  - 9月25日 - 乗員の死亡を認定[1]。

## 事故の状況
1940年8月29日、南鳥島南方沖で実施の連合艦隊応用訓練に参加中、水上機母艦瑞穂の搭載機の制圧を受け、急速潜航を実施した際に原因不明で沈没した。第30潜水隊司令奥島章三郎中佐、艦長の大畑正中佐以下88名の乗員と演習審判官1名全員が殉職した。原因は瑞穂の搭載機の状況報告から、後部昇降口の閉鎖がなされず、潜航直後から浸水が起こり後部から急速に沈下したと推定された。

## 歴代艦長
※『艦長たちの軍艦史』432-433頁による。

### 艤装員長
- 福沢常吉 少佐：1931年11月14日 - 1932年8月8日

### 艦長
- 福沢常吉 少佐：1932年8月8日 - 1932年12月1日
- 水口兵衛 少佐：1932年12月1日 - 1934年11月15日
- 大山豊次郎 少佐：1934年11月15日 - 1935年11月15日
- 杉浦矩郎 少佐：1935年11月15日 - 1936年5月5日[5]
- 浜野元一 少佐：1936年5月5日 - 1936年12月1日
- 江見哲四郎 少佐：1936年12月1日 - 1937年11月15日
- 横田稔 少佐：1937年11月15日[6] - 1938年7月4日[7]
- （兼）河野昌道 大尉：1938年7月4日[7] - 1938年7月30日[8]
- 戸上一郎 少佐：1938年7月30日[8] - 1939年3月20日[9]
- （兼）河野昌道 少佐：1939年3月20日[9] - 1939年3月28日[10]
- （兼）黒川英幸 少佐：1939年3月28日[10] - 1939年6月1日[11]
- 黒川英幸 少佐：1939年6月1日[11] - 1939年10月24日[12]
- （兼）大谷清教 少佐：1939年10月24日[12] - 1939年11月15日[13]
- 大畑正 中佐：1939年11月15日 - 1940年8月29日殉職